# Sören
Sören es un municipio situado en el distrito de Rendsburg-Eckernförde, en el estado federado de Schleswig-Holstein (Alemania), con una población a finales de 2016 de unos 182 habitantes.

## Ubicación
Se encuentra ubicado en el área centro-este del estado, cerca de las ciudades independientes de Schleswig y Kiel, de la costa del mar Báltico y del canal de Kiel.

## Sitios de Interés
- Lago de un solo campo - punto destacado para bicicleta.
- Sendero Boal en Can Moor - Punto destacado para senderismo.
- Westensee - Zona de baño de Wrohe - Punto destacado para bicicleta.
- Senda ciclista en el Westensee - Punto destacado para bicicleta.[3]